# Craugastor rhodopis
Craugastor rhodopis är en groddjursart som först beskrevs av Cope 1867.  Craugastor rhodopis ingår i släktet Craugastor och familjen Craugastoridae. IUCN kategoriserar arten globalt som sårbar. Inga underarter finns listade i Catalogue of Life.